# Powiat Nowe Zamki

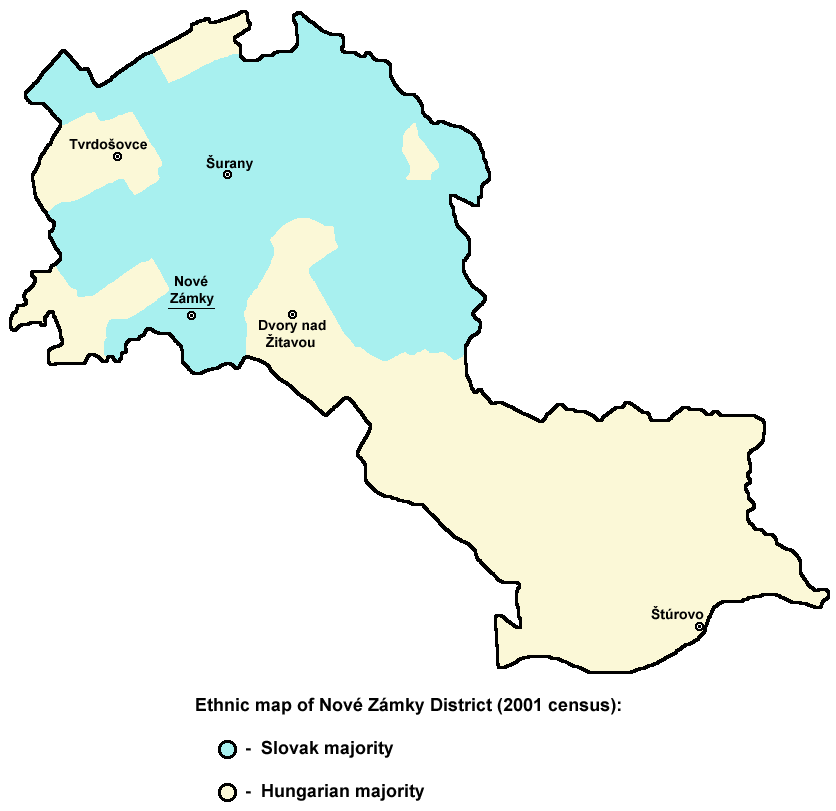
Struktura etniczna (2001)

Powiat Nowe Zamki (słow. okres Nové Zámky) – słowacka jednostka podziału terytorialnego znajdująca się w kraju nitrzańskim. Zamieszkiwany jest przez 149 594 obywateli (w roku 2001) z czego 59,5% stanowią Słowacy, 38,3% Węgrzy. Powiat Nové Zámky zajmuje obszar 1 347 km², średnia gęstość zaludnienia wynosi 111,06 osób na km². Miasta: Štúrovo, Šurany, i powiatowe Nowe Zamki.